# Edward Brophy
Edward Santree Brophy (* 27. Februar 1895 in New York City, New York; † 27. Mai 1960  in Pacific Palisades, Kalifornien) war ein US-amerikanischer Schauspieler und Komiker sowie zeitweiliger Produktionsmanager und Regisseur.

## Leben und Karriere
Nach seinem Abschluss an der University of Virginia zog es den gebürtigen New Yorker Edward Brophy zur Schauspielerei. 1919 begann er seine Filmkarriere mit kleinen Rollen in Hollywood, er befürchtete allerdings, mit Schauspielerei alleine nicht genug Geld zu verdienen. So war Brophy in den 1920er-Jahren, als er noch auf den Durchbruch als Schauspieler warten musste, als Requisiteur bei Metro-Goldwyn-Mayer angestellt. Während er gleichzeitig immer wieder kleinere Rollen spielte, war er etwa als Requisiteur bei den Filmen von Buster Keaton tätig. In Buster Keaton, der Filmreporter übernahm Brophy auch die kleine, aber markante Rolle eines Badegastes, der sich mit Keaton herumstreitet. Diese Rolle brachte ihm weitere Aufträge als Schauspieler ein, darunter auch in zwei weiteren frühen Tonfilmen von Keaton. 1931 war Brophy selbst bei zwei Spielfilmen als Regisseur tätig, doch seine Schauspielkarriere hatte da schon Fahrt aufgenommen.
Der zur Glatze neigende Charakterdarsteller mit der hohen Stimme wurde in den folgenden Jahrzehnten vor allem in komischen Nebenrollen besetzt und erreichte dadurch einen gewissen Bekanntheitsgrad beim amerikanischen Filmpublikum. Besonders in Rollen als trotteliger Gangster stand Brophy recht häufig vor der Kamera, etwa im Thriller Great Guy (1936) neben James Cagney sowie in der Komödie Der Wundermann (1945) mit Danny Kaye. Zu Brophys bekanntesten Rollen zählen der treuherzige Boxtrainer Tim im Filmdrama Der Champ (1931) und einer der Rollo-Brüder im Horrorfilm-Klassiker Freaks (1932) von Tod Browning; außerdem seine Nebenrollen in den Kriminalkomödien Der dünne Mann (1934) und Der dünne Mann kehrt heim (1945) neben William Powell und Myrna Loy. Den Disney-Fans ist Brophy auch als englische Originalstimme der Maus Timothy im Zeichentrickfilm-Klassiker Dumbo gegenwärtig. In den 1950er-Jahren zog sich Brophy zunehmend von der Schauspielerei zurück, übernahm aber noch einige Rollen im gerade entstandenen US-Fernsehen.
Insgesamt spielte Brophy zwischen 1920 und 1960 in über 130 Kinofilmen. Er starb 1960 plötzlich während der Dreharbeiten zu dem Western Zwei ritten zusammen, weshalb seine Rolle herausgenommen wurde, doch in einigen Szenen kann man ihn noch im Hintergrund erspähen. Von 1925 bis zu seinem Tod war Brophy mit Ann Slater Pallette, der ehemaligen Sekretärin von Natalie Talmadge, verheiratet.

## Filmografie (Auswahl)
- 1920: Yes or No
- 1927: Der Schlauberger (West Point)
- 1928: Buster Keaton, der Filmreporter (The Cameraman) (auch Requisiteur)
- 1930: Buster rutscht ins Filmland (Free and Easy)
- 1930: Der brave Soldat Elmer (Doughboys)
- 1930: Our Blushing Brides
- 1931: Buster se marie (als Regisseur)
- 1931: Casanova wider Willen (als Regisseur)
- 1931: Der Mut zum Glück (A Free Soul)
- 1931: Der Champ (The Champ)
- 1931: Vollblut (Sporting Blood)
- 1932: Wer andern keine Liebe gönnt (The Passionate Plumber)
- 1932: Freaks
- 1932: Der Theaterprofessor (Speak Easily)
- 1932: Ring frei für die Liebe (Flesh)
- 1933: Bier her! (What - No Beer?) (auch Produktionsleiter)
- 1934: Gauner auf Urlaub (Hide-Out)
- 1934: Der dünne Mann (The Thin Man)
- 1934: Ich kämpfe für dich (Evelyn Prentice)
- 1934: Sequoia – Herrin der Wildnis (Sequoia)
- 1935: Abenteuer im Gelben Meer (China Seas)
- 1935: Mad Love
- 1935: 1,000 Dollars a Minute
- 1935: Tolle Marietta (Naughty Marietta)
- 1935: Wo die Liebe hinfällt (I Live My Life)
- 1935: Stadtgespräch (The Whole Town's Talking)
- 1935: Zeig’ kein Erbarmen! (Show Them No Mercy!)
- 1935: Was geschah gestern? (Remember Last Night?)
- 1936: Great Guy
- 1937: Varsity Show
- 1937: The Soldier and the Lady
- 1937: Wer ist Martin Mills (The Great Gambini)
- 1937: The Girl Said No
- 1937: Der letzte Gangster (The Last Gangster)
- 1937: Vier Leichen auf Abwegen (A Slight Case of Murder)
- 1939: Golden Boy
- 1939: Ehrlich währt am längsten (You Can't Cheat an Honest Man)
- 1940: Die unsichtbare Frau (The Invisible Woman)
- 1940: Dance, Girl, Dance
- 1941: Dumbo (Nur Stimme)
- 1941: Die Braut kam per Nachnahme (The Bride Came C.O.D.)
- 1941: Agenten der Nacht (All Through the Night)
- 1942: Die fröhliche Gauner GmbH (Larceny, Inc.)
- 1943: In die japanische Sonne (Air Force)
- 1944: Es geschah morgen (It Happened Tomorrow)
- 1944: Es tanzt die Göttin (Cover Girl)
- 1945: The Falcon in San Francisco
- 1945: Der dünne Mann kehrt heim (The Thin Man Goes Home)
- 1945: Der Wundermann (Wonder Man)
- 1946: Swing Parade of 1946
- 1947: Ein Leben wie ein Millionär (It Happened on 5th Avenue)
- 1949: Der Brandstifter von Los Angeles (Arson, Inc.)
- 1951: Pier 23
- 1956: Na, na, Fräulein Mutti! (Bundle of Joy)
- 1957: Corky und der Zirkus (Circus Boy) (Fernsehserie, eine Folge)
- 1958: Das letzte Hurra (The Last Hurrah)
- 1961: Zwei ritten zusammen (Two Rode Together) (bei Dreharbeiten verstorben)